# Rotes Schloss (Jagsthausen)

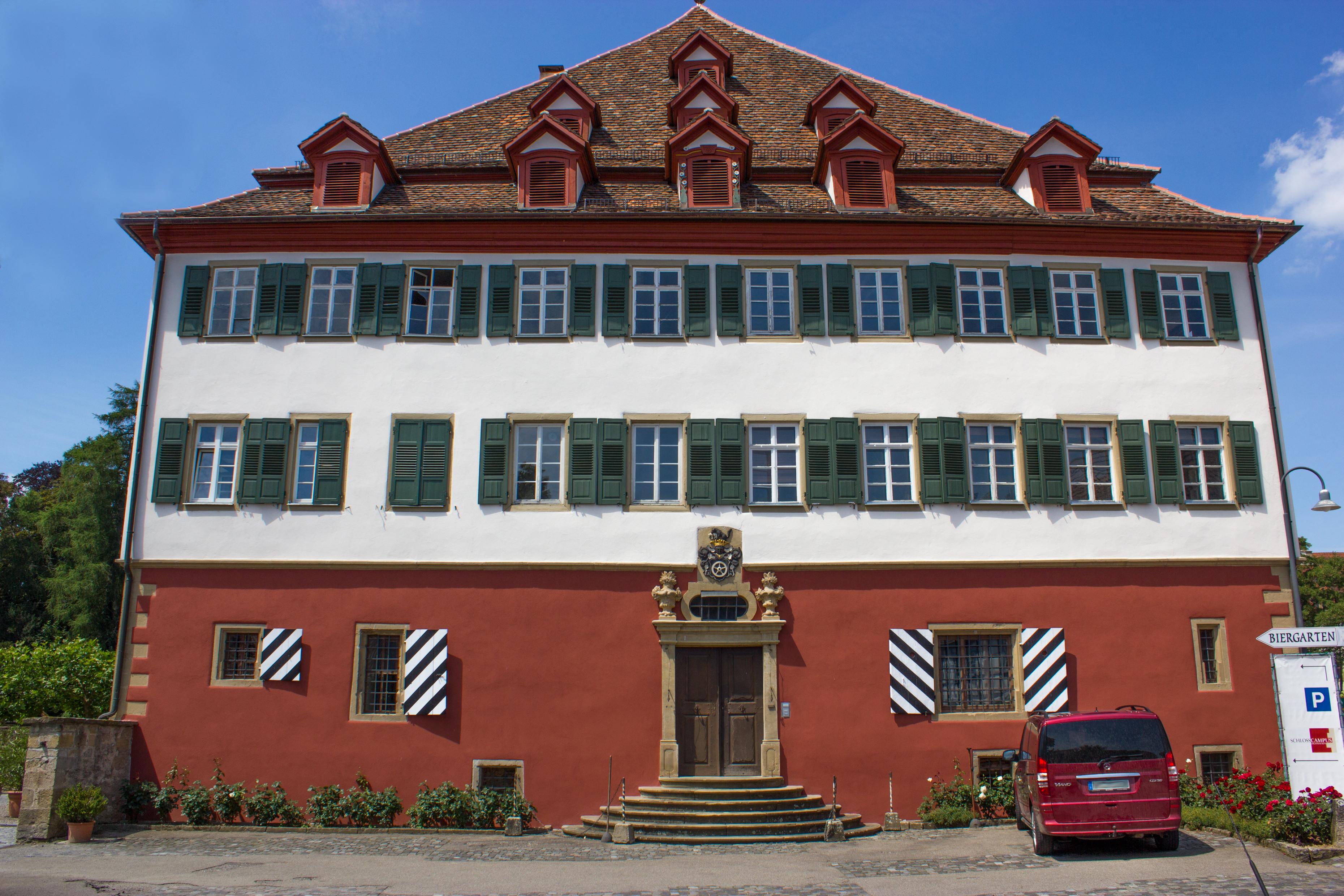
Rotes Schloss

Das Rote Schloss ist ein Schloss in Jagsthausen im baden-württembergischen Landkreis Heilbronn. Es wurde ungefähr im Zeitraum von 1572 bis 1590 von einer Nebenlinie der Herren von Berlichingen errichtet.
Das Schloss befindet sich auf dem Gelände des früheren Römerkastells Jagsthausen und in unmittelbarer Nähe des Sitzes der Herren von Berlichingen, der „Götzenburg“. Es wurde zwischen 1572 und 1590 von Hans Reinhard von Berlichingen erbaut. Im Inneren des Schlosses finden sich heute noch Wandmalereien aus der Zeit des Baubeginns, während das Schloss im 18. Jahrhundert um eine Fassade und ein Mansarddach Richtung Dorf ergänzt wurde. Im ausgehenden 19. Jahrhundert befand sich der Sitz des Berlichingen’schen Rentamts und die Wohnung des Rentamtmanns im Schloss. Heute befindet sich dort ein Restaurant.